# Acacia scopulorum
Acacia scopulorum é uma espécie de leguminosa do gênero Acacia, pertencente à família Fabaceae.